# Maytenus clarendonensis
Maytenus clarendonensis är en benvedsväxtart som beskrevs av Britton. Maytenus clarendonensis ingår i släktet Maytenus och familjen Celastraceae. Inga underarter finns listade.